# Teorema de Brauer-Fowler
En la teoría matemática de grupos finitos, el teorema de Brauer-Fowler, probado por Brauer y Fowler (1955), establece que si un grupo G tiene un orden par g > 2, entonces tiene un subgrupo propio de orden mayor que g1/3. La técnica de la demostración es contar involuciones (elementos de orden 2) en G. Quizás más importante sea otro resultado que los autores derivan del mismo conteo de involuciones, a saber, que hasta el isomorfismo solo hay un número finito de grupos simples finitos. con un centralizador dado de una involución. Esto sugirió que los grupos simples finitos podrían clasificarse estudiando sus centralizadores de involuciones, y condujo al descubrimiento de varios grupos esporádicos. Posteriormente motivó una parte de la clasificación de grupos finitos simples.